# しおA字フライ
しおA字フライ（しおエイじフライ）は、北海道札幌市の製菓業者である坂栄養食品が製造・販売している菓子。アルファベットや数字の形をした、甘味に塩味を加えた揚げビスケットである。1955年（昭和30年）に販売が開始されて以来、「道産子にはお馴染み」「北海道民のソウルフード」などとも呼ばれるほどの売上を示している、ロングセラー商品である。

## 開発の経緯
坂栄養食品は、1947年（昭和22年）に販売開始した幼児用菓子が大変な売上であったことで、東京の工業所からビスケットの製造機械を購入して、1949年（昭和24年）からビスケットの製造を開始した。1955年（昭和30年）に本社と工場が札幌へ移転され、同年に「しおA字フライ」が開発され、販売が開始された。
当時は戦後の食糧難の影響がまだ残っていたために、「保存食として、子供から大人まで食べられるビスケットを」との想いで開発された。当時は丸や四角の形が主流だった中、「特徴のある形にしたい」との思いから、アルファベットの形のビスケットが発案された。油で揚げた菓子は当時はまだ珍しく、「新天地での飛躍」という願いも込められていた。
開発当時の名は「A字」ではなく「英字」であったが、1985年（昭和60年）に「A字」になった。理由は「欠けた文字があることへの配慮（後述）」とされる。発売から60年以降を経た平成・令和期においては、食感は若干軟らかくなったが、味付けは基本的に変化していない。

## 特徴
名称は「しお」だが、塩味は主体ではなく、あっさりとした甘味が主役で、塩味は少量を効かせている程度である。その絶妙なバランスの風味で、幅広い世代に支持されている。厚みがあり、中は少し空洞になっているために、食感の軽さも特徴である。鶏卵が使用されていないため、卵アレルギーがある者でも食べることができる。
愛好家の間では、インターネット上において、「すべてのアルファベットが存在するのか?」といった話題が取り上げられているが、実際には全部の文字は揃っておらず、アルファベットでは26字中16字、数字は4種類である。坂栄養食品によれば、「不良品と思われないよう、割れやすい字や、焦げやすい字は避けている」という。割れやすい字は「I」や「L」、焦げやすい字は、端の焼き色が濃くなる「J」「K」が代表格であり、ビスケットとなった文字は、丸形や四角形の字が中心である。「型抜きできない英文字があるためにかけている」との噂もあったが、坂栄養食品によれば「型は全部揃っている」という。
またアルファベットと数字の他に、「&」のような字もある。「&」そのものという説もあるが、坂栄養食品によれば「『&』ではないが、これが何なのか、わかる人間がもういない」という。

## 反響
発売開始当時は「ケーキは高価だが、ビスケットなら安価で、毎日のおやつにも最適」として、売上は急速に伸びた。当時はほとんどの大手製菓業者がビスケットを製造しておらず、ライバルが少数であったことも、売上の追い風になったようである。また当時は、北海道内ではビスケットは硬いものが主流で、軟らかい商品はほとんどなかったため、軟らかい食感が消費者に受け入れられたとも分析されている。
テレビ番組「どさんこワイド179」（札幌テレビ放送）での2019年（令和元年）8月の調査によれば、販売数は年間85万袋、累計販売数は約5千万袋に達しており、道産子にとっては令和期においても、馴染みの菓子である。テレビ番組で紹介されたことをきっかけに、北海道外から買いに来る客も増加している。
「子供の頃に英語にふれるきっかけとなった」「食べながら英語をおぼえた」「文字を並べて遊んだ」との声も寄せられている。坂栄養食品では「会社のスピリットを象徴する商品」と語られている。